# Oh Yun-kyo
Oh Yun-kyo (* 25. Mai 1960 in Seosan; † 25. September 2000 in Seoul) war ein südkoreanischer Fußballtorhüter und späterer -trainer.

## Karriere

### Spieler

#### Verein
Nach seiner Zeit in der Mannschaft der Hanyang University wechselte er zur Saison 1983 zu den Yukong Elephants. Dort spielte er anschließend bis zum Ende der Spielzeit 1987 und schloss sich danach noch einmal Ulsan Hyundai an. Nach der Saison 1991 beendete er schließlich seine Karriere.

#### Nationalmannschaft
Sein erstes bekanntes Spiel für die südkoreanische Nationalmannschaft war im Jahr 1984, danach wurde er auch für den Kader bei der Weltmeisterschaft 1986 nominiert. Bei diesem Turnier hütete er in allen drei Gruppenspielen des Teams das Tor. Nach diesem Jahr endete dann auch seine Zeit in der Nationalmannschaft.

### Trainer
Nach dem Ende seiner Karriere war er noch Co-Trainer bei den Chunnam Dragons sowie kurzzeitig Torwart-Trainer im Stab der südkoreanischen Nationalmannschaft.